# Alsino e il condor
Alsino e il condor (Alsino y el cóndor) è un film del 1982 diretto da Miguel Littín.

## Trama
Alsino, un ragazzino di 10 o 12 anni, vive con la nonna in una zona remota del Nicaragua. Cercando di essere come tutti gli altri bambini, si arrampica sugli alberi con un amico, sognando di volare, saltando più volte dalla cima di un enorme albero credendo che "Amsterdam" sia la parola magica che lo farà volare.
Il Paese centroamericano è sprofondato nelle fasi finali di un conflitto civile, una guerra tra ribelli del Fronte Sandinista di Liberazione Nazionale e truppe governative che sta per esplodere. Un consigliere militare americano, giunto nella comunità per allestire un campo di preparazione, cercando di effettuare azioni di prevenzione per evitare attacchi diretti nelle "zone rosse", incontra Alsino, che gli era stato portato dalle guardie dopo aver tentato di fuggire da un battaglione pattugliando la zona. Invita Alsino a salire sul suo elicottero, "El Cóndor", e lo porta in volo, anche se impressionato, Alsino dice: "Voglio volare ma senza aiuto".
In uno dei suoi tentativi di volo, Alsino salta dall'alto albero e cade bruscamente a terra; l'impatto gli sloga la spalla e il collo, lasciandolo gobbo. Mentre guarisce, sente dentro di sé dei "rumori" che preannunciano la distruzione della sua casa. Su richiesta della nonna, si reca nella vicina città per vendere una sella ereditata dal nonno scomparso, probabilmente un membro della marina olandese nel 1942. Lì beve il suo primo sorso di rum e viene portato in un bordello dove parla solo con la ragazza, tutto questo in tempo di guerra.
Alsino è testimone delle crudeltà che le forze militari infliggono a coloro sospettati di essere insorti e, in uno di questi raid, incontra diversi personaggi che risvegliano in lui il desiderio di libertà, generando simpatia verso i ribelli sandinisti. Quando lo trovano nascosto tra le montagne, il capo del gruppo si offre di accompagnarlo e proteggerlo durante il viaggio.
Dopo aver appreso della morte della nonna e in seguito al fallimento dell'"Operazione Cóndor", il cui elicottero venne abbattuto con la baionetta, Alsino decide di unirsi alle file della guerriglia dove verrà coinvolto a pieno titolo nel conflitto

## Riconoscimenti
- 1983 - Premio Oscar
  - Nomination  Miglior film straniero
- Gran Premio 1983 al Festival di Mosca